# 菊池重朝
菊池 重朝（きくち しげとも、宝徳元年（1449年）- 明応2年10月29日（1493年12月7日））は、菊池氏の第21代当主。第20代当主・菊池為邦の嫡男。子に菊池武運（のち能運）、米良重房。官位は従四位下。肥後守。肥後守護。幼名は藤菊丸。通称は十郎。菊池氏隆盛期時の当主・武重より一字取って重朝を称す。この偏諱は、一族の菊池重安（政隆の父）とその弟重順、重基父子や宇土重光（為光の子）も賜っている。
一説によれば、父・為邦は晩年、次男（重朝の弟）である武邦に豊福城を奪われており、為邦の子である重朝が武邦から奪還したとされている。このように父の代から菊池氏の衰退が始まる中、1466年に家督を継いで当主となる。翌年から始まる応仁の乱では東軍に与したが、それは表面上のことであり、実際は筑後国などへの勢力拡大を目論み、応仁の乱の勢力争いとは別に自領の拡大を図るが、結局は失敗に終わる。その後は寺社勢力の統制に力を注ぐ一方で、桂庵玄樹を招聘して学問の普及などに努めた。連歌の才にも優れ、肥後の豪族を招いては連歌会を開催した。1493年10月29日、45歳で死去し、後を嫡男・武運（たけゆき）が継いだ。法名は龍雲院梅屋祥英。墓地は江月山玉祥寺（熊本県菊池市）にあり、父・為邦の墓に並んでいる。
大正6年（1917年）11月10日、従三位を贈られた。

## 菊池万句
文明13年（1481年）の秋、隈府にて連歌の会が開かれ、21代重朝の屋形をはじめ、城右京亮、隈部上総介忠直、竹崎伊豆守ら重臣の邸宅など20箇所に句座が設けられて「月松」「月萩」などのように、すべて「月」にちなんだ句題で、一日に一万句を詠んだ。この連歌の会で詠まれた句のことを古くから「菊池万句」という。重朝の発句は「月松」で、「月や知る十代(とがえり)の松の千々の秋」と詠んでいる。この句は後々まで広く伝承され、重朝のことを「月松の君」と呼ぶようになったという。